# 棉蘭皺皮蟎
棉蘭皺皮蟎（学名：Suidasia medanensis）为粉蟎科皺皮蟎屬下的一个种。